# Ractopamina
La ractopamina, en anglès: Ractopamine és un additiu alimentari que promou que els animals que es crien per la seva carn creixin més de pressa. Farmacològicament és un agonista beta-adrenèrgic. El seu ús està prohibit a molts països, incloent la Unió Europea, Xina continental i Rússia però està autoritzat en altres 27 països del món incloent els Estats Units, Japó, Mèxic i el Brasil.
La ractopamina comercial és una mescla d'estereoisòmers.

## Sistema d'acció
La ractopamina afegida al pinso es distribueix a través de la sang cap als teixits musculars on serveix com antagonista total (full agonist) en el ratolí (no necessàriament en els humans) en el TAAR1. Incrementa la síntesi de proteïnes i, per tant, la mida de la fibra muscular. Es fa servir per finalitzar el creixement en els porcins i millora l'eficiència de l'alimentació en un 10%. És un promotor del creixement similar al clenbuterol.

## Efectes adversos

### Toxicitat aguda
Els nivells de LD50 per via oral en ratolins i rates són de 3547–2545 mg/kg sobre el pes corporal.

### Carcinogènesi
La ractopamina no es considera un carcinogen

### Canvis de comportament en els humans
Dificultat per a dormir, aprensió i ansietat són efectes de diversos beta antagonistes.

## Controvèrsia internacional
Degut a haver països on està autoritzada la ractopamina i d'altres que no ho està aquest és un tema important en el comerç mudial de la carn. Ha originat problemes polítics entre la Xina continental i Taiwan.